# New York Cosmos
New York Cosmos byl fotbalový tým, hrající zaniklou North American Soccer League (NASL). Založili ho v roce 1971 bratří Ahmet a Nesuhi Ertegünovi (zakladatelé nahrávací společnosti Atlantic Records). Tým byl rozpuštěn v roce 1985.

## Historie

### Nejslavnější hráči
- Pelé (1975–1977)
- Franz Beckenbauer (1977–1980 a 1983)
- Carlos Alberto Torres (1977–1980 a 1982)
- Johan Neeskens (1979–1984)
- Giorgio Chinaglia (1976–1983)

### Největší úspěchy
- 5× Vítěz NASL: (1972, 1977, 1978, 1980, 1982)
- 3× Trans-Atlantic Cup: (1980, 1983, 1984)